# Anthroposophische Gesellschaft
Die Bezeichnung Anthroposophische Gesellschaft bezieht sich auf verschiedene Gruppierungen von Anhängern der Anthroposophie beziehungsweise der anthroposophischen Bewegung.
Sie steht oder stand:
1. für den am 16. Dezember 1911 in Berlin zur Pflege der rosenkreuzerischen Geisteswissenschaft gegründeten internationalen „Bund“.
2. für die am 28. Dezember 1912 in Köln, beziehungsweise am 4. Februar 1913 in Berlin gegründete, international ausgerichtete Anthroposophische Gesellschaft (AG),
3. als Kurzform für die im Februar 1923 in Stuttgart gegründete Anthroposophische Gesellschaft in Deutschland, sowie die Freie Anthroposophische Gesellschaft,
4. für die am 28. Dezember 1923 in Dornach neugegründete Anthroposophische Gesellschaft (AG) (= Weihnachtstagungsgesellschaft (WTG), auch Allgemeine Anthroposophische Gesellschaft genannt),
5. als Kurzform für die am 8. Februar 1925 in Dornach aus der Umbenennung des Verein des Goetheanum, der freien Hochschule für Geisteswissenschaft entstandene Allgemeine Anthroposophische Gesellschaft (AAG),
6. als Kurzform für die am 12. November 1954 ins Handelsregister in Stuttgart eingetragene Anthroposophische Gesellschaft in Deutschland e.V (AGiD),
7. als deutsche Übersetzung der Bezeichnung der nichtdeutschen anthroposophischen Landesgesellschaften (z. B. Société Anthroposophique en France „Anthroposophische Gesellschaft in Frankreich“, Anthroposophical Society in Great Britain „Anthroposophische Gesellschaft in Großbritannien“).

## Die Anthroposophische Gesellschaft 1912/13
Die Anthroposophische Gesellschaft (AG) ist 1912/1913 aus einer Abspaltung einer größeren Gruppe von Mitgliedern der Deutschen Sektion der Theosophischen Gesellschaft entstanden, nachdem sich Rudolf Steiner, seit 1902 deren Generalsekretär, geweigert hatte, dem von Annie Besant, der Präsidentin der Adyar-TG, verordneten Kurs, den Inder Jiddu Krishnamurti als neuen Christus zu proklamieren, zu folgen.

### Trennungsgeschichte
Der Weg zur Trennung der Anthroposophischen Gesellschaft (AG) von der Theosophischen Gesellschaft war eine Auseinandersetzung, in der es u. a. um institutionelle und machtpolitische Konflikte und die Entwicklung inhaltlicher, weltanschaulicher Profile ging.

#### Johannesbauverein versus Sternorden

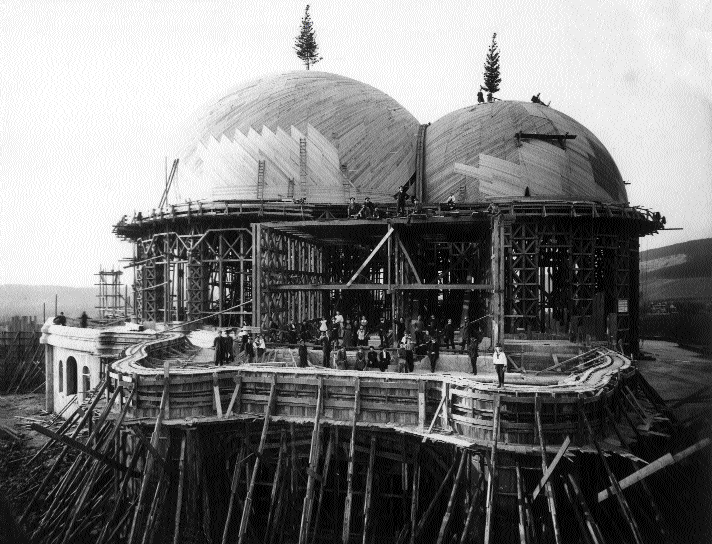
Richtfest des ersten Goetheanums am 1. April 1914, Blick von Süden

Für jährlich stattfindende Kongresse und künstlerische Darbietungen, wie die Aufführungen der Mysteriendichtungen Steiners, versuchten die theosophischen Anhänger Steiners eigene Räume zu erwerben. Dazu wurde im Herbst 1910 ein „Theosophisch-Künstlerischer-Fonds“ gegründet, der am 9. Mai 1911 als Johannesbauverein ins Vereinsregister eingetragen wurde. Der theosophische Johannesbauverein war eine formal von der Theosophischen Vereinigung getrennte Vereinigung, analog zum strukturidentischen Sternorden. Steiner gehörte dem Verein nicht als Mitglied an. Am 20. September 1913 erfolgte die Grundsteinlegung für den Johannesbau in Dornach. Ab 1918 hieß der Johannesbau Goetheanum.
Das erste Goetheanum brannte infolge einer Brandstiftung in der Silvesternacht 1922/23 bis auf die Grundmauern nieder.

#### Die finale Krise (1911–1913)
1911 waren die inhaltlichen Auseinandersetzungen zwischen Steiner und Annie Besant festgefahren und organisatorische und machtpolitische Weichenstellungen zeichneten sich immer mehr ab. Besant und Leadbeater begannen ihr „Projekt Weltenlehrer“ durchzusetzen. Dazu wurde am 11. November 1911 in Adyar der Order of the Star in the East (Sternorden) gegründet und Krishnamurti einer weiteren Einweihung unterzogen. Für Unmut in der deutschen Adyar-Sektion sorgte Besants Ernennung von Hugo Vollrath zum Sekretär des Sternordens in Deutschland, da Vollrath zuvor von Steiner aus der deutschen Sektion ausgeschlossen wurde. Besant versuchte zwar im Juli 1911 den Konflikt zu entschärfen, indem sie Wilhelm Hübbe-Schleiden zum deutschen Repräsentanten des Sternordens bestimmte, aber der Konflikt köchelte weiter. Am 10. Dezember 1911 wurden auf der Vollversammlung der deutschen Adyar-Sektion die Unstimmigkeiten bezüglich Vollrath und dem Sternorden thematisiert und offen die Trennung von Adyar erwogen. Steiner lehnte eine Abspaltung noch ab, übte jedoch Kritik an der Präsidentin Besant. Am 20. Oktober 1911 machte Steiner Besants „Esoterisches Christentum“ als Quelle ihrer Auseinandersetzungen öffentlich namhaft, indem er auf die von ihrer Version abweichenden Ergebnisse seiner hellseherischen „Forschungen“ verwies. Am 16. Dezember 1911 folgte unabhängig von der Theosophischen Gesellschaft die Gründung eines internationalen Bundes zur Pflege rosenkreuzerischer Geisteswissenschaft, dessen erste Generalversammlung am 26. August 1912 in München stattfand. Der „Bund“ sollte nach Beratungen am 30/31. August unter dem Namen „Anthroposophische Gesellschaft“ geführt werden. Diese Anthroposophische Gesellschaft hat mit der später im Dezember 1912 gegründeten Anthroposophischen Gesellschaft nichts zu tun.
Am 12. Juni 1912 verhärteten sich die Fronten; Steiner wies dem Buddha eine friedensstiftende Rolle auf dem Planeten Mars zu und degradierte, so polemisierend, dessen irdische Wirksamkeit. Der Vertreter der deutschen Besant-Fraktion, Hübbe-Schleiden, warf daraufhin Steiners Sektion am 19. Juni 1912 vor, sie „sei wie eine Kirche oder Sekte organisiert“. Steiner konterte einen Monat später und „wetterte“, in Anspielung auf den Krishnamurti-Rummel, gegen „Vereine und Orden für das Herannahen von künftigen Weltheilanden“.
Der Streit um den Sternorden war zugleich ein Stellvertreterkrieg, bei dem es um die zukünftige Leitung der Theosophischen Gesellschaft ging. Schließlich brachte Besant das Fass zum Überlaufen, indem sie wahrheitswidrig und ehrverletzend behauptete, Steiner sei von Jesuiten erzogen worden. Am 7. März 1913 entzog Besant Steiner die Stiftungsurkunde und schloss seine Anhänger aus der Theosophischen Gesellschaft aus. Damit war nicht nur faktisch, sondern auch de jure die Trennung vollzogen.
Daraufhin transferierte Besant, die Präsidentin der Adyar-TG, ihrem deutschen Vertrauten, Hübbe Schleiden, am 7. März 1913 die Charter und betraute ihn mit der Leitung der deutschen Adyar-Sektion, die nach der Reorganisation nur noch 218 Mitglieder in 19 Logen und einem Zentrum umfasste.
Um sich von Besants östlichem Weg abzugrenzen, und diesen mit Verweis auf seine „übersinnliche“ Offenbarung quasi als Häresie zu delegitimieren, referierte Steiner ab 1. Oktober 1913 über „das Fünfte Evangelium“, als ein Ergebnis seiner Forschungen in der Akasha-Chronik. Er stilisierte sich dabei zum Verkünder eines eigenen „Evangeliums der Erkenntnis“ und behauptete, das unbekannte Leben Jesu zwischen dessen 12. und 30. Lebensjahr aufgedeckt zu haben. Steiner berichtete dabei von einem angeblichen „Geistgespräch“ zwischen Buddha und Jesus, in dem Buddha seinen Irrtum eingestanden habe.

### Die Gründung der Anthroposophischen Gesellschaft (1912/13)
Die Gründung der Anthroposophischen Gesellschaft verlief in mehreren Schritten, vom Entschluss zur Gründung am 8. Dezember 1912 über die Aufnahme vieler Mitglieder am 28. Dezember 1912 in Köln, bis zur Gründungsfeier am 4. Februar 1913 in Berlin. Diese erfolgte im Rahmen der 1. Generalversammlung der Gesellschaft (3. bis 8. Februar 1913) in Berlin, ihrem zukünftigen Sitz. Diese Anthroposophische Gesellschaft von 1912/13 bestand bis zu ihrer Neugründung am 28. Dezember 1923 in Dornach im Rahmen der sogenannten Weihnachtstagung (24. Dezember 1923 bis 1. Januar 1924).

### Die „Dornacher Krise“ von 1915
Zwei Jahre nach der Trennung von Besants Adyar-TG wurde die Anthroposophische Gesellschaft von Turbulenzen erschüttert, nachdem Steiner am 24. September 1914 Marie von Sievers geheiratet hatte, während viele weibliche Mitglieder ihre spirituellen Interessen auch mit erotischen und sexuellen Hoffnungen auf den Junggesellen und spirituellen Führer Steiner verknüpft hatten. Im Mittelpunkt der Streitigkeiten stand die Anthroposophin Alice Sprengel (1871–1947), die sich für eine Inspiratorin Steiners hielt, und dazu auf ihre bedeutenden Inkarnationen verwies. Steiner versuchte Sprengel zu pathologisieren, aber andere Anthroposophinnen standen ihr nach einer Diskussion am 21. August 1915 bei. Der Konflikt wurde mit dem Ausschluss Spengels beendet, die sich daraufhin dem Ordo Templi Orientis (OTO) anschloss, in dem sie bis in die 1930er Jahre eine führende Rolle spielte.

### Umzug nach Stuttgart 1921
Der zunehmenden Versteinerung, dem Generationenkonflikt, den Machtkämpfen und den Spannungen zu den praxisorientierten Bewegungen versuchte man durch eine Neukonstituierung des Vorstands und der Verlegung des Sitzes der Anthroposophischen Gesellschaft (AG) von Berlin nach Stuttgart im September 1921 beizukommen. Doch der Kreis um Steiner monierte am selbstgenügsamen Stuttgarter System dessen Beharrungsvermögen und die Vereinsmeierei der AG, gegen die man zusehends als „innere Opposition“ aufzubegehren trachtete.

### Das „Schicksalsjahr“ 1923: Drei Neugründungen
Im Februar 1923 kam es in Stuttgart auf Anregung Rudolf Steiners zu zwei Neugründungen: die Anthroposophische Gesellschaft in Deutschland und die Freie Anthroposophische Gesellschaft. Jüngere Anthroposophen wurden in der Anthroposophischen Gesellschaft nicht heimisch. Sie repräsentierten durch ihre Kleidung, ihre Umgangsformen und Interessen eine neue Zeit, die mit der etablierten AG nicht kompatibel war. Steiner befürwortete die Gründung einer weiteren Anthroposophischen Gesellschaft, um den unzufriedenen alten Anthroposophen und dem Nachwuchs eine neue Heimat anbieten zu können, da er der bisherigen Anthroposophischen Gesellschaft die Fähigkeit absprach, auf neue Zeitströmungen adäquat reagieren zu können. Einige der jüngeren Mitglieder gründeten im Februar 1923 die Freie Anthroposophische Gesellschaft. Steiner war über die alte Anthroposophische Gesellschaft so frustriert, dass er in einem Brief vom 25. März 1923 an seine Mitarbeiterin Edith Maryon schrieb, er könne über die Gesellschaft nur sagen, dass er am liebsten „nichts mehr mit ihr zu tun haben möchte“ und „alles, was deren Vorstände tun“ ihn anwidere. Und am 1. August schrieb er, dass es „in der Gesellschaft […] ganz unglaublich schrecklich“ gehe und „aus allen Ecken […] die Unmöglichkeiten“ kämen. Zu Beginn des Jahres 1924 hatte die neu gegründete Freie Anthroposophische Gesellschaft 300 Mitglieder in 22 Ortsgruppen, Ende 1925 waren es 1150, darunter 200 Mitglieder aus der alten Anthroposophischen Gesellschaft (AG). 50 Personen blieben in der AG oder besaßen eine Doppelmitgliedschaft. Die etablierte AG blieb mit ihren 12.000 Mitgliedern jedoch die dominierende Exponentin der Anthroposophie und stellte sich der Konfrontation, weshalb Marie Steiner bereits 1923 den Kampf als „Konter-Revolution“ titulierte. Mit Steiners Tod eskalierten die Konflikte weiter. „1929 versuchten Anthroposophen aus einer Waldorfschule [in Hannover] die kleine Konkurrenz wieder aufzulösen“. 1926/1927 konnte die Gründung eines österreichischen Ablegers der Freien Anthroposophischen Gesellschaft verhindert werden. Die Freie Anthroposophische Gesellschaft wurde im Dezember 1931 aufgelöst.

## Die Neugründung der Anthroposophischen Gesellschaft (28. Dezember 1923)
Während der sogenannten Weihnachtstagung (24. Dezember 1923 bis 1. Januar 1924) erfolgte am 28. Dezember 1923 eine Neugründung der Anthroposophischen Gesellschaft („Weihnachtstagungsgesellschaft“) Steiner übernahm deren Vorsitz und setzte den von ihm esoterisch genannten Vorstand ohne „demokratische Verfahren autoritativ“ ein. Zum Vorstand gehörten neben seiner Frau Marie Steiner, (Eurythmistin und Schauspielerin) und der Ärztin Ita Wegman, sein persönlicher Mitarbeiter, der Jurist Guenther Wachsmuth, der Schriftsteller Albert Steffen und die Mathematikerin und Astronomin Elisabeth Vreede. Steiner hatte sich zwar das Recht vorbehalten, seinen Nachfolger zu bestimmen, traf aber keine Nachfolgeregelung. Nach Paragraph 60 des Schweizerischen Zivilgesetzbuches war die neugegründete Gesellschaft ein rechtsfähiger Verein mit dem Namen „Anthroposophische Gesellschaft“. Eine Eintragung in das Handelsregister fand nicht statt.
Die Frage, ob die Weihnachtstagungsgesellschaft von 1923 heute noch existiert oder mit der 1. Generalversammlung der Allgemeinen Anthroposophischen Gesellschaft am 29. Dezember 1925 verschwand, ist, trotz des gerichtlichen Urteils vom 12. Januar 2005, gegen das der Vorstand der AAG keinen Rekurs einlegte, weiterhin Teil der sogenannten „Konstitutionsdebatte“.
In einem Rechtsstreit zwischen Mitgliedern der Allgemeinen Anthroposophischen Gesellschaft und dem Vorstand hat das Obergericht des Kantons Solothurn am 12. Januar 2005 geurteilt, dass die Anthroposophische Gesellschaft (Weihnachtstagungsgesellschaft) am 8. Februar 1925 eine konkludente Fusion mit dem in „Allgemeine Anthroposophische Gesellschaft“ (AAG) umbenannten Verein des Goetheanum der Freien Hochschule für Geisteswissenschaft (kurz „Bauverein des Goetheanum“ genannt) eingegangen ist.

## Interne Konflikte und öffentliche Auseinandersetzungen
Für Konfliktstoff sorgten immer wieder Anthroposophen, die wie Steiner behaupteten, „höhere Erkenntnisse“ abrufen zu können. Zu den internen Problemen kamen teils polemische öffentliche Auseinandersetzungen um gesellschaftlich präsente Sparten der Anthroposophie, namentlich die Dreigliederung und die Waldorfschulen, hinzu. Ein Anthroposoph aus Steiners Umfeld, Roman Boos, wurde wegen seiner Ausfälle sogar gerichtlich verurteilt. Polemisierende ehemalige Anthroposophen und Außenstehende werden bis heute in der anthroposophischen Literatur als Gegner bezeichnet. Auch wegen dieser Auseinandersetzungen misslang Steiner die Einbürgerung in die Schweiz.

## Ächtung Valentin Tombergs
1932 hatte sich Valentin Tomberg, der Generalsekretär der estnischen Anthroposophischen Gesellschaft, mit seinen Werken zu einer spirituellen Autorität entwickelt, die Steiners quasi monokratischen Geltungsanspruch als Hellseher in Frage stellte. Daraufhin wurde Tomberg im Dezember 1933 im Goetheanum die Kompetenz abgesprochen, ein authentischer Steiner-Interpret zu sein. Marie Steiner rief die Mitglieder zum „unvermeidlichen Kampf“ gegen den angeblich „wahnbefangenen“ und „okkulten Lehrer“ auf und nahm die Weichenstellungen für dessen Ausschluss aus der Anthroposophischen Gesellschaft vor. Noch im Jahre 1995 warf man Tomberg, der 1973 verstorben war, in anthroposophischen Kreisen geistigen Verrat vor: Er sei „in das Lager [der] unerbittlichen Erzfeinde“ der Anthroposophie (gemeint war die katholische Kirche) konvertiert.
Nach Steiners Tod entbrannten Konflikte um dessen Nachfolge, die zum Ausschluss ganzer Landesgesellschaften der mittlerweile international verbreiteten Gesellschaft führten.

## Zeit des Nationalsozialismus
Zu Beginn der NS-Herrschaft keimten in der Anthroposophischen Gesellschaft (AG) Hoffnungen auf eine Zusammenarbeit mit den Nationalsozialisten auf und das Vorstandsmitglied der Allgemeinen Anthroposophischen Gesellschaft, Guenther Wachsmuth, bekundete Sympathie und Bewunderung „für die tapfere und mutige Weise“ des Problemmanagements „durch die Führer des neuen Deutschlands“. Das Verhältnis der Nationalsozialisten zur Anthroposophie war ambivalent: Einerseits wurde sie als gegnerische Organisation taxiert, andererseits fanden einige Elemente, die aus der Lebensreform stammten, Anklang.
Am 1. November 1935 wurde laut Verfügung der Preußischen Geheimen Staatspolizei „die im Gebiete des Deutschen Reiches bestehende Anthroposophische Gesellschaft […] wegen ihres staatsfeindlichen und staatsgefährlichen Charakters“ aufgelöst.

## Heutige Situation
Neben der Aktivitäten freier anthroposophischer Vereinigungen und individueller anthroposophischer Aneignungen sind die anthroposophischen Gesellschaften – die Allgemeine Anthroposophische Gesellschaft und die Landesgesellschaften (etwa 36, Stand 2024)- gegenwärtig bei der Beschäftigung mit dem Werk Steiners eine zentrale Größe. Die etwa 42.000 weltweiten Aktiven oder Mitglieder bilden mittlerweile die größte Vereinigung mit theosophischen Wurzeln; die Adyar-Theosophie hat rund 30.000 Mitglieder.
 Die anthroposophischen Gesellschaften berufen sich auf die Schriften Steiners und verstehen sich selbst nicht als religiöse Gemeinschaften.